# BBC Two
BBC Two là kênh truyền hình thiết yếu thứ hai của BBC, phát sóng trên toàn lãnh thổ Vương quốc Anh, Đảo Man và Quần đảo Eo Biển. Nó bao gồm một loạt các chương trình chủ đề, nhưng có xu hướng phát sóng các chương trình mang tính chất hàn lâm hơn so với BBC One, vốn mang tính phổ biến và gần gũi hơn. Giống như các kênh truyền hình và đài phát thanh trong nước của BBC, nó được tài trợ bởi giấy phép truyền hình và do đó không có quảng cáo thương mại. Đây là một mạng lưới dịch vụ công cộng được tài trợ tương đối tốt, thường xuyên đạt được tỷ lệ người xem cao hơn nhiều so với hầu hết các mạng dịch vụ công trên toàn thế giới.
Lên sóng từ ngày 21 tháng 4 năm 1964, đây là kênh truyền hình thứ ba được lên sóng tại Anh, sau BBC One và ITV. Từ ngày 1 tháng 7 năm 1967, BBC Two là kênh truyền hình đầu tiên phát sóng truyền hình màu toàn thời gian trên toàn lãnh thổ châu Âu.